# ای‌اس‌آی کورپوریشن
ای‌اس‌آی کورپوریشن (انگلیسی: Applied Spectral Imaging) شرکت تجهیزات پزشکی آمریکایی است، که در سال ۱۹۹۳ تأسیس شد.